# Silberhof
Der Weiler Silberhof gehörte bis zum Bau des Truppenübungsplatzes Wildflecken und der damit einhergehenden Räumung des Dorfes 1938 zur Gemeinde Reußendorf.

## Lage
Der Weiler lag auf 666 Metern Höhe über dem Meeresspiegel am Nordwesthang des Großen Auersberges. Zum Ort zählten auch der Adamshof, der Sarahof, der Heinrichshof und die Fuchsmühle.

## Geschichte
Der Name rührt von den Bemühungen her, Silber zu schürfen. Stattdessen fand man Schwerspat.
1696 wird ein Hof mit dem Namen Silberloch erwähnt. Die Bewohner lebten von der Herstellung von Pottasche, der Land- und der Waldwirtschaft, der Heimarbeit und dem Bergbau. Im Jahr 1859 wurde eine Schule eingerichtet. Bis zur Errichtung der Kirche in Reußendorf gingen die Bewohner nach Oberbach zur Kirche. Dort wurden auch die Toten bis zur Weihung des Friedhofs zwischen Reußendorf und Silberhof beigesetzt.
Immer wieder gab es Bemühungen von den Einwohnern Silberhofs, sich von Reußendorf zu lösen. Am 20. Dezember 1918 erlaubte Reußendorf dies, die Regierung von Unterfranken hingegen am 7. März 1921 nicht. Als am 7. Dezember 1924 ein Silberhofer zum Bürgermeister gewählt wurde, versuchte man es erneut. Aber ein zweiter Antrag vom 27. Januar 1926 scheiterte ebenfalls.
Der Ort musste aufgrund des Baus des Truppenübungsplatzes aufgegeben werden. Spätestens am 1. April 1938, häufig schon 1937 verließen die Menschen ihre Heimat. Sie ließen sich in der Rhön, im Großraum Frankfurt und in Süddeutschland nieder.